# Burandou
Le Burandou, également appelé ruisseau de la Roche puis ruisseau d'Ayssard dans sa partie amont, est un ruisseau français du Puy-de-Dôme, affluent de la Burande et sous-affluent de la Dordogne.

## Géographie
Selon le Sandre, le Burandou est un ruisseau du Massif central qui porte également en amont les noms de ruisseau de la Roche et de ruisseau d'Ayssard.
Le ruisseau de la Roche prend sa source vers 1 220 m d’altitude dans le département du Puy-de-Dôme, sur la commune de La Tour-d'Auvergne, sur le flanc nord-ouest du puy de Chambourguet. Après être passé sous la route départementale 129, il prend le nom de ruisseau d'Ayssard et passe à environ un kilomètre au nord du village de La Tour-d'Auvergne. 
Il reçoit sur sa droite son principal affluent, le ruisseau de Pissols, vers 890 m d’altitude puis prend le nom de Burandou.
Sur quelques centaines de mètres, il marque la limite entre les communes de La Tour-d'Auvergne au sud et Tauves au nord, avant de pénétrer définitivement sur la seconde.
Il rejoint la Burande en rive droite, à 704 m d’altitude, environ deux kilomètres au sud du village de Tauves.
L'ensemble ruisseau de la Roche-ruisseau d'Ayssard-Burandou est long de 11,3 km.

### Environnement
Dans la partie amont du Burandou, des écrevisses à pattes blanches (Austropotamobius pallipes) ont été recensées sur la période 2003-2007.

### Affluents
Parmi les quatre affluents du Burandou répertoriés par le Sandre, le principal est le ruisseau de Pissols, également appelé ruisseau de Féreyrolles dans sa partie amont, long de 5,2 km en rive droite.

### Département et communes traversés
Le Burandou arrose deux communes dans le seul département du Puy-de-Dôme, soit d'amont vers l'aval, La Tour-d'Auvergne et Tauves.

## Monuments ou sites remarquables à proximité
- L’église Saint-Pardoux[4], ancienne église paroissiale Sainte-Anne du XIe ou XIIe siècle[5],  à Saint-Pardoux, village au nord-ouest de La Tour-d'Auvergne.